# Погодин, Аркадий Соломонович
Арка́дий Соломо́нович Пого́дин (настоящая фамилия Пиливер; 31 августа 1901, Одесса, Российская империя — 1975, СССР) — советский эстрадный и джазовый певец, тенор.

## Биография
Родился 18 августа (по старому стилю) 1901 года в Одессе в семье врача Эля (Соломона) Пиливера  и Фани Пиливер.
Дебютировал в Одессе в 1920 году. 
С 1922 года выступал в московских театрах (агиттеатр «Синяя блуза», Театр обозрений при московском Доме печати, театр Парка ЦДКА). Исполнял куплеты, романсы, отечественные и зарубежные песни, опереточные арии. 
С 1939 года солист оркестра Александра Цфасмана. Выступал на радио. Особую популярность имели записи Погодина на грампластинках. Наибольшую известность Погодину принесла песня Константина Листова «В парке Чаир».
В 1939 году Аркадий Погодин стал лауреатом I Всесоюзного конкурса артистов эстрады (пятая премия, после Деборы Пантофель-Нечецкой, Кэто Джапаридзе и Клавдии Шульженко).
В Великую Отечественную войну Аркадий Погодин выступал с фронтовыми бригадами, больше — на Северном флоте и в Заполярье.
После постановлений Оргбюро ЦК ВКП(б) "О журналах «Звезда» и «Ленинград»" 1946 и "Об опере «Великая дружба»" 1948 года, направленных против «чуждых влияний в советском искусстве», жанр песенных фокстротов и танго был подвергнут критике. Погодин ушёл со сцены.
Был третьим мужем актрисы Ольги Аросевой.
Аркадий Погодин скончался в 1975 году. 
Урна с его прахом захоронена на Донском кладбище.

## Песни
- В парке Чаир (К. Листов — П. Арский)
- Возврата нет (Я. Хаскин — В. Крафт)
- Любила ль ты? (С. Тартаковский — В. Крахт)
- Но я Вас всё-таки люблю (Д. Ленский — Н. Ленский)
- Оглянись (Б.Фомин — Б. Тимофеев)
- Песня любви (англ. вальс, обр. А. Цфасмана)
- Счастливый дождик (А. Цфасман — Н. Бурыкин)
- Я жду письма (А. Цфасман — В. Трофимов)

## Романсы и неаполитанские песни
- Быть тебе только другом (Л. Бискарди — р. т. Г.Гнесин)
- Забыты нежные лобзанья
- Песня моряка (Бартельми)
- Но я вас всё-таки люблю
- Что ж ты опустила глаза (Ч. Биксио)